# Witte affodil
De witte affodil (Asphodelus albus) is een plant uit de affodilfamilie (Asphodelaceae). De soort komt voor in zuidelijk Europa.

## Beschrijving
De bladeren zijn vlezig en biesachtig. Op de doorsnede zijn ze V-vormig (gekield). 
De bloemsteel kan 1,5 m lang worden. De bloemen zijn beschut door bruine schutbladen die lancetvormig zijn. De stervormige bloemen vormen een tros, die soms vertakt is.
De bloem is normaal gesproken wit, maar heeft soms een roze waas. Elk bloemdekblad heeft een bruinachtige middennerf. De witte affodil bloeit van april tot juni.
De plant vormt rijp bruine doosvruchten met bruine zaadjes.

## Standplaatsen
De witte affodil groeit op droge, rotsige plaatsen, ook op zuidelijk hellingen van de Alpen tot op hoogten van 1600 m. Soms vormen ze grote trossen op alpenweiden.

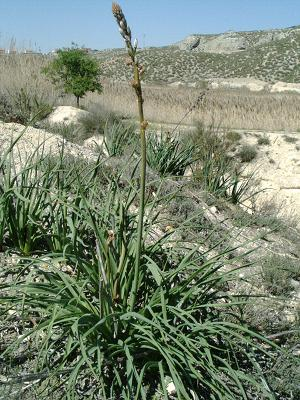
Plant in zijn geheel
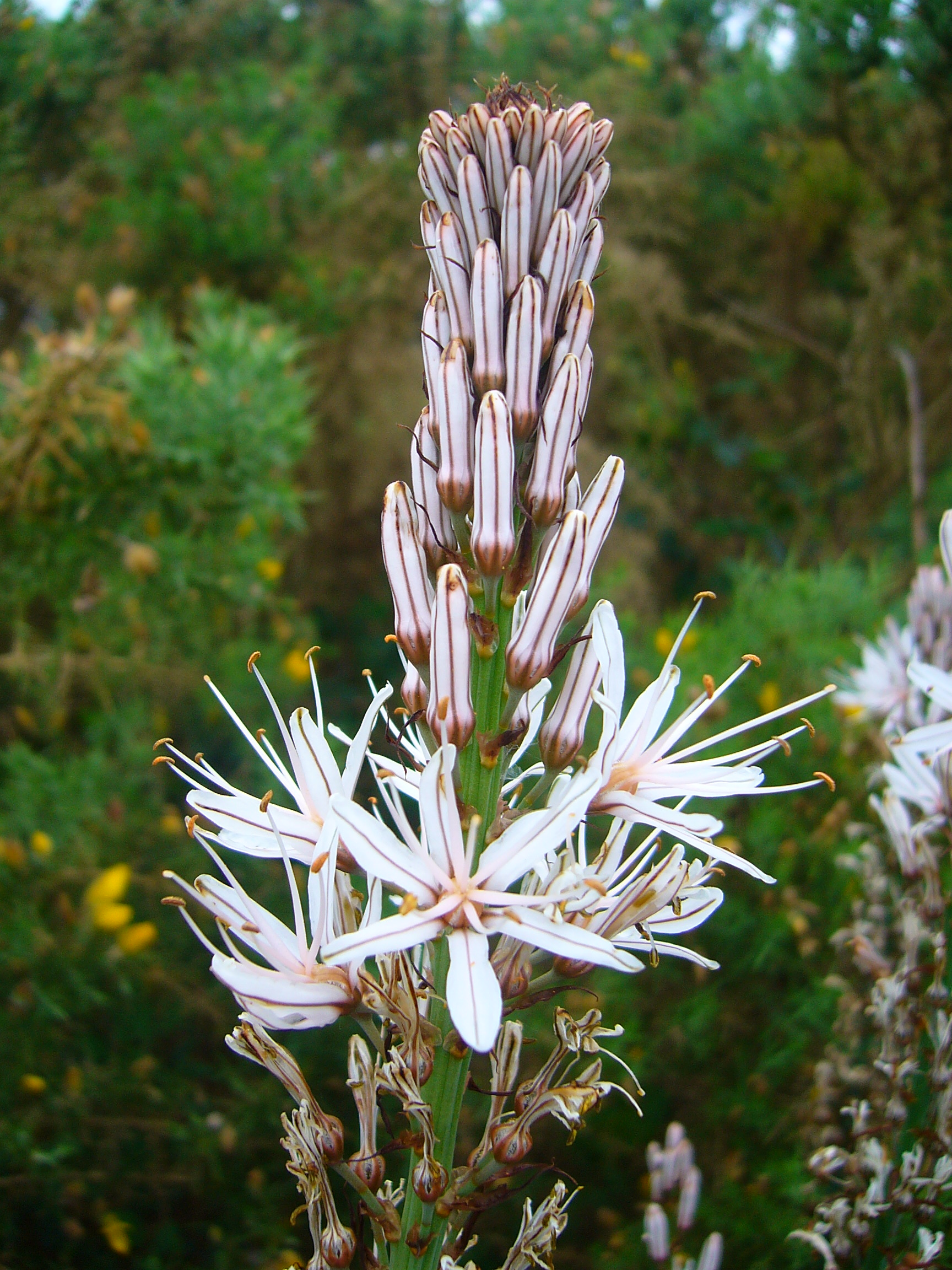
Bloeiwijze
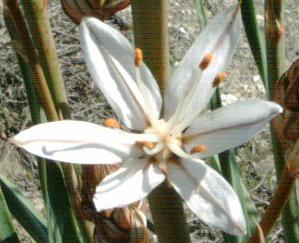
Close-up van de bloem

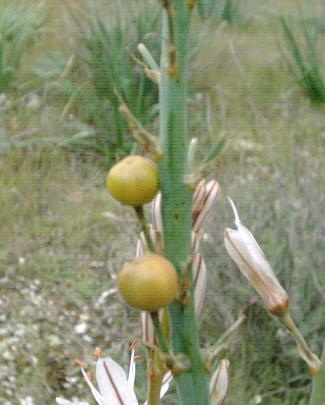
Vrucht
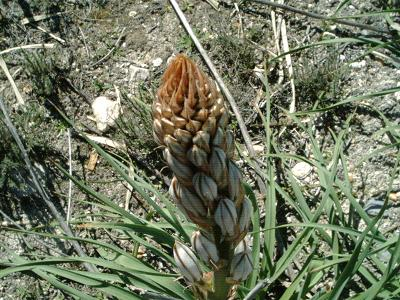
Boeiende planrt
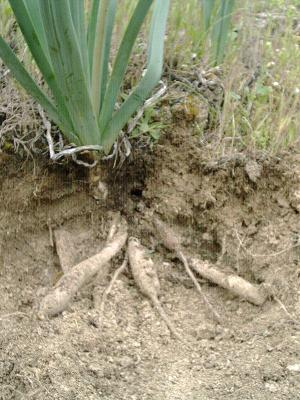
Wortels